# Omrane Ayari
Pour les articles homonymes, voir Ayari.
Omrane Ayari, né le 12 avril 1972, est un lutteur tunisien.

## Carrière
Omrane Ayari remporte la médaille d'or en lutte gréco-romaine à six reprises lors des championnats d'Afrique de lutte en 1993 en plus de 100 kg, en 1997 en moins de 125 kg et en 1996, 1998, 2000 et 2001 en moins de 130 kg), la médaille d'argent en lutte libre en 1996 et 1998 en moins de 130 kg et la médaille de bronze en lutte libre en 1993 en plus de 100 kg.
Il est médaillé d'argent en lutte gréco-romaine en moins de 130 kg et médaillé de bronze en lutte libre en moins de 130 kg aux Jeux panarabes de 1992 et médaillé d'or en lutte gréco-romaine en moins de 130 kg aux Jeux africains de 1995.
Il obtient aussi une médaille de bronze en lutte gréco-romaine en moins de 130 kg aux Jeux méditerranéens de 2001 et participe aux Jeux olympiques d'été de 1996 et aux Jeux olympiques d'été de 2000 sans obtenir de podium.